# 寒河江市立幸生小学校
寒河江市立幸生小学校（さがえしりつ さちうしょうがっこう）は、山形県寒河江市にあった公立小学校である。

## 概要
幸生小学校は全校生徒が10人の小規模小学校である。

## 沿革
- 1878年(明治11年) - 開校[2]
- 2021年(令和3年)3月31日 - 閉校[3]

## 学区
笈合、幸生中、幸生上

## 卒業後
- 陵西中学校へ進学する[4]。

## 閉校に関して
学区内の児童数減少に伴い、2021年3月末を以て閉校し、白岩小学校に統合されることが決まった。